# Dorfkirche Rüsseina

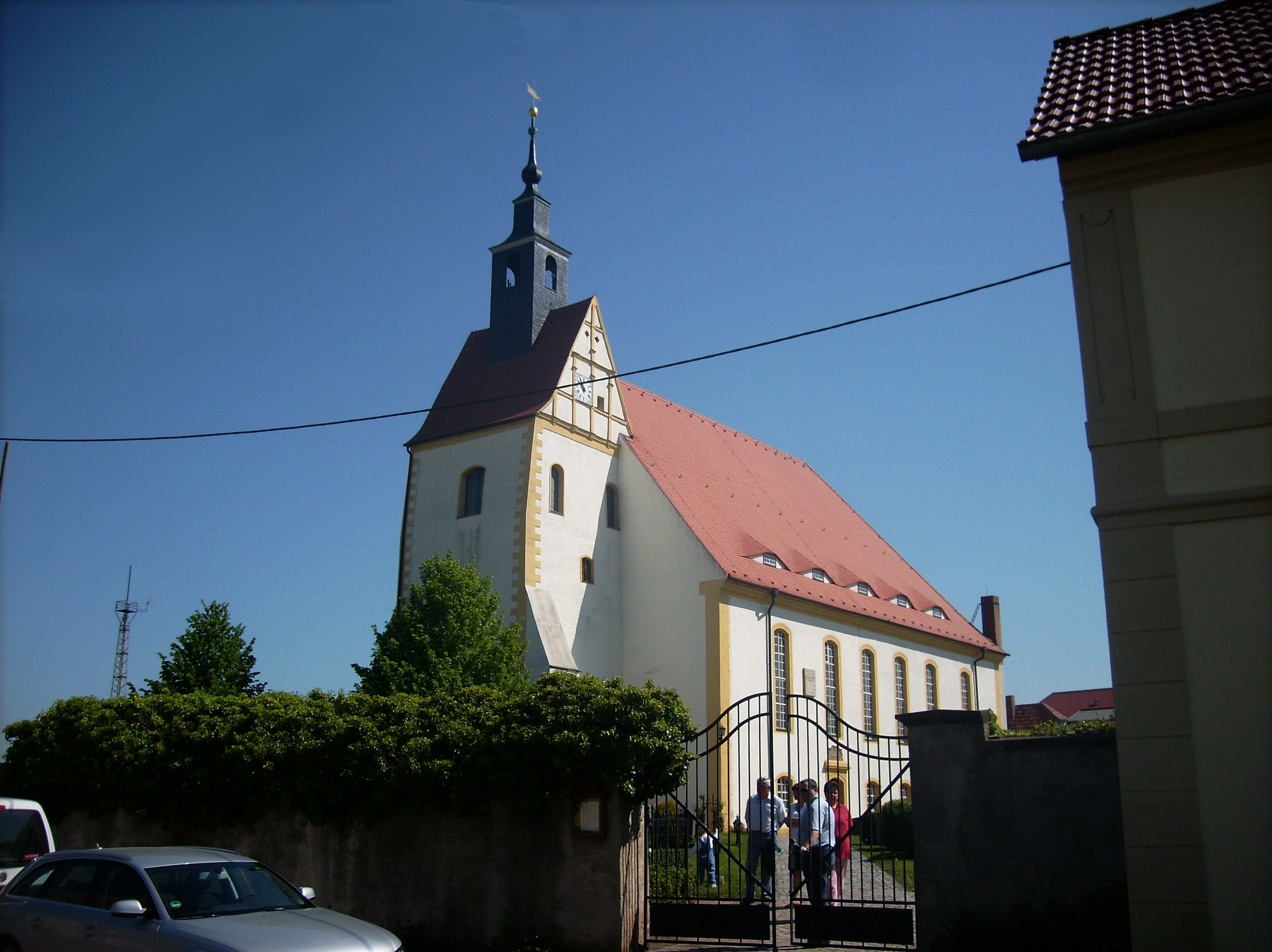
Dorfkirche Rüsseina

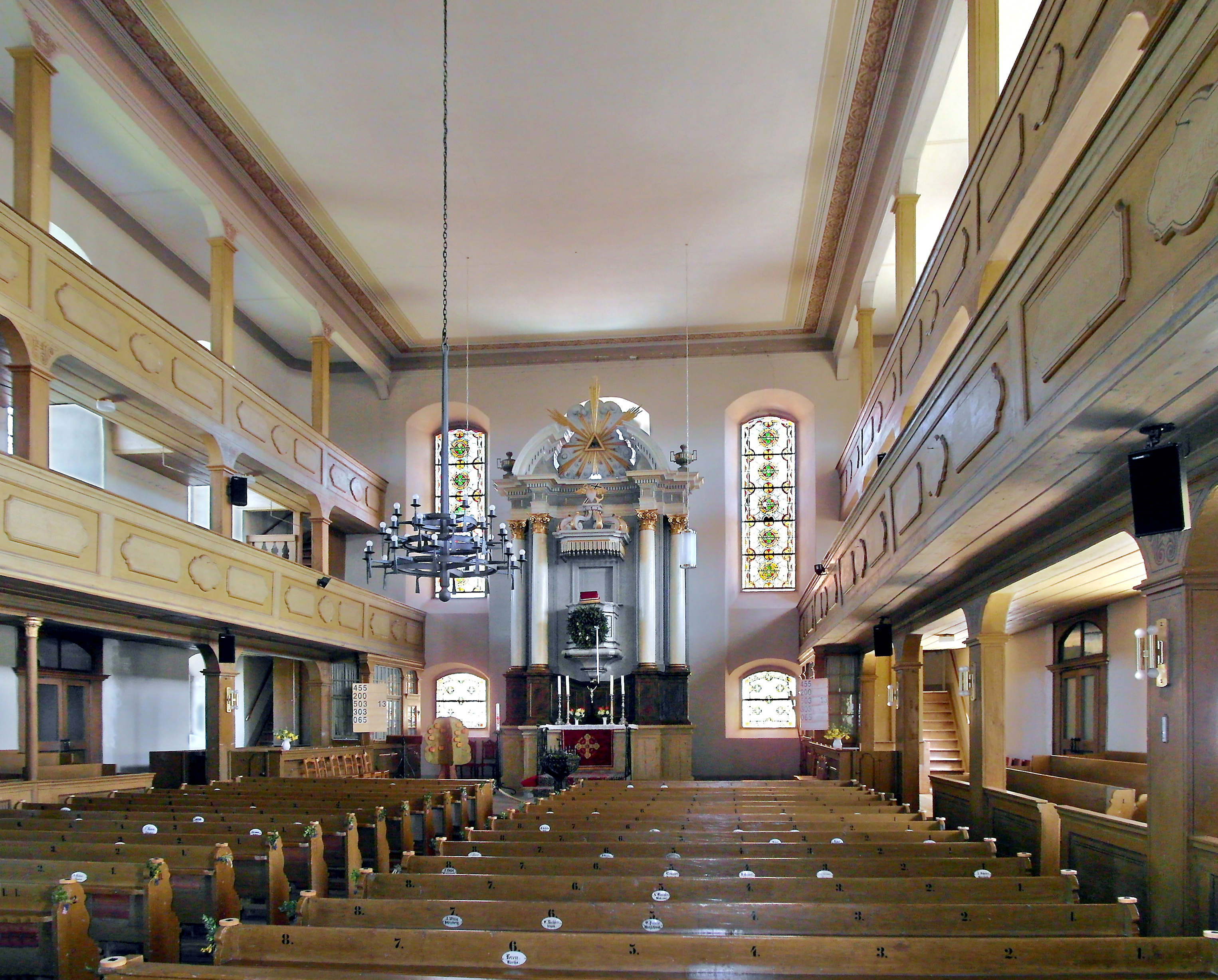
Innenansicht

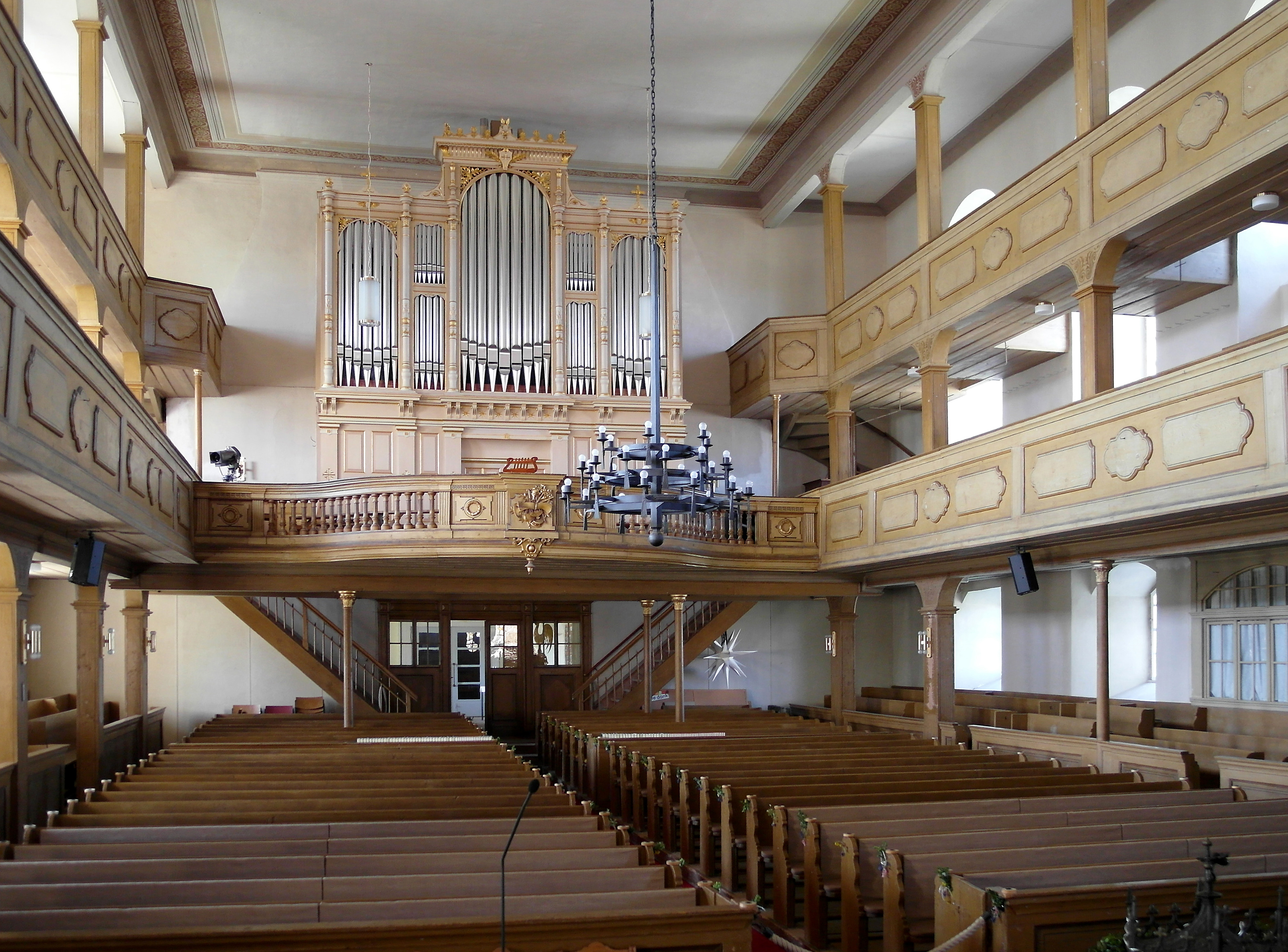
Blick zur Orgel

Die evangelische Dorfkirche Rüsseina ist eine spätbarocke Saalkirche im Ortsteil Rüsseina von Nossen im Landkreis Meißen in Sachsen. Sie gehört zum Kirchengemeindeverbund Leuben-Ziegenhain-Planitz im Kirchenbezirk Meißen der Evangelisch-Lutherischen Landeskirche Sachsens.

## Geschichte und Architektur
Die stattliche Kirche aus den Jahren 1782–1786, eine der größten Dorfkirchen in Sachsen, entspricht der Bedeutung der Kirchfahrt als Urpfarrei. Von einem mittelalterlichen Vorgängerbauwerk stammt der Ostturm des 13. oder 14. Jahrhunderts, vermutlich als Chorturm, der in den Neubau von 1786 eingefügt wurde. Eine Innenrestaurierung erfolgte 1886, eine Außenrestaurierung in den Jahren 1995/96.
Das Bauwerk ist ein Putzbau mit mächtigem, die Turmhöhe erreichenden Satteldach mit weitreichender Fernwirkung, das im Osten abgewalmt und mit Fledermausgauben versehen ist. Jede Achse ist mit einem großen und einem kleinen Stichbogenfenster mit Sandsteingewänden übereinander erhellt. Eingangsportale erschließen das Bauwerk im Süden und im Norden, das südwestliche ist mit der Jahreszahl 1782 datiert. Die Sakristei befindet sich im Osten. Der Turm ist mit Stützpfeilern und mit Westeingang versehen und besteht in den oberen Teilen teils aus Fachwerk, die Giebel des Satteldachs mit Schaft- und Gesimsgliederungen stammen aus dem Jahr 1583, der bekrönende Dachreiter vermutlich aus der Zeit um 1786.
Das Innere ist ein großer Saal, der 1300 Personen fasst. Eine flache Putzdecke mit gemaltem Ornamentrahmen von 1886 schließt den Raum ab, der von zweigeschossigen nördlichen und südlichen Holzemporen aus der Zeit um 1766 umgeben ist; sie bergen unter ihren östlichen Köpfen verglaste Betstuben. Eine konvex ausgreifende Orgelempore mit Balusterbrüstung wurde vermutlich 1886 eingefügt. Im Altarraum sind farbige ornamentale Glasmalereien von 1886 eingesetzt.

## Ausstattung
Das Hauptstück der Ausstattung ist ein Kanzelaltar aus der Zeit um 1786; der Korb und der Schalldeckel sind zwischen je zwei korinthischen Säulen angeordnet, darüber ein gesprengter Giebel; die hellmarmorierte Fassung stammt von 1886, der Altartisch in Sandstein und das Altargitter aus der Zeit um 1786, zwei Rokokoleuchter von 1788. Der neugotische Taufstein aus Gusseisen wurde im 19. Jahrhundert geschaffen. Das Gestühl wurde 1786 eingebaut und ist mit maserierten Gesangbuchkästchen von 1886 versehen.
Die Orgel mit Prospekt in Renaissanceformen ist ein Werk von Jehmlich aus dem Jahr 1871 mit  heute 27 Registern auf zwei Manualen und Pedal, es wurde von derselben Firma im Jahr 2005 restauriert.

## Umgebung
Die Kirche ist von einem großen Friedhof mit Folgen von Gruftanlagen der ortsansässigen Gutsbesitzer, meist aus dem vierten Viertel des 19. Jahrhunderts umgeben. Das Pfarrhaus (Nr. 24) ist ein Putzbau mit Halbwalmdach und klassizistischem Portal mit der Jahreszahl 1819, das über einem wohl älteren hohen Kellergeschoss steht und durch eine Freitreppe vor dem Eingang erschlossen wird.